# Molineux Stadium
O Molineux Stadium é um estádio de futebol situado em Wolverhampton, West Midlands, Inglaterra, casa do Wolverhampton, clube atualmente na Premier League. Construído em 1889, foi o primeiro estádio para uso de um clube da Football League.